# دال ريتشاردز
دال ريتشاردز هو عازف جاز كندي، ولد في 5 يناير 1918 في فانكوفر في كندا، وتوفي في 31 ديسمبر 2015.

## وصلات خارجية
- دال ريتشاردز على موقع IMDb (الإنجليزية)
- دال ريتشاردز على موقع ميوزك برينز (الإنجليزية)
- دال ريتشاردز على موقع أول ميوزيك (الإنجليزية)
- دال ريتشاردز على موقع ديسكوغز (الإنجليزية)